# Maserati Levante
Maserati Levante (укр. Мазераті Леванте) — кросовер від компанії Maserati, який був офіційно представлений у 2011 році на автосалоні у Франкфурті як концепт-кар під назвою Maserati Kubang, пізніше серійну модель, що дебютувала на автосалоні в Женеві в березні 2016 року назвали Levante. на честь випуску спеціальної версії 424BHP з найвищими характеристиками.

## Опис

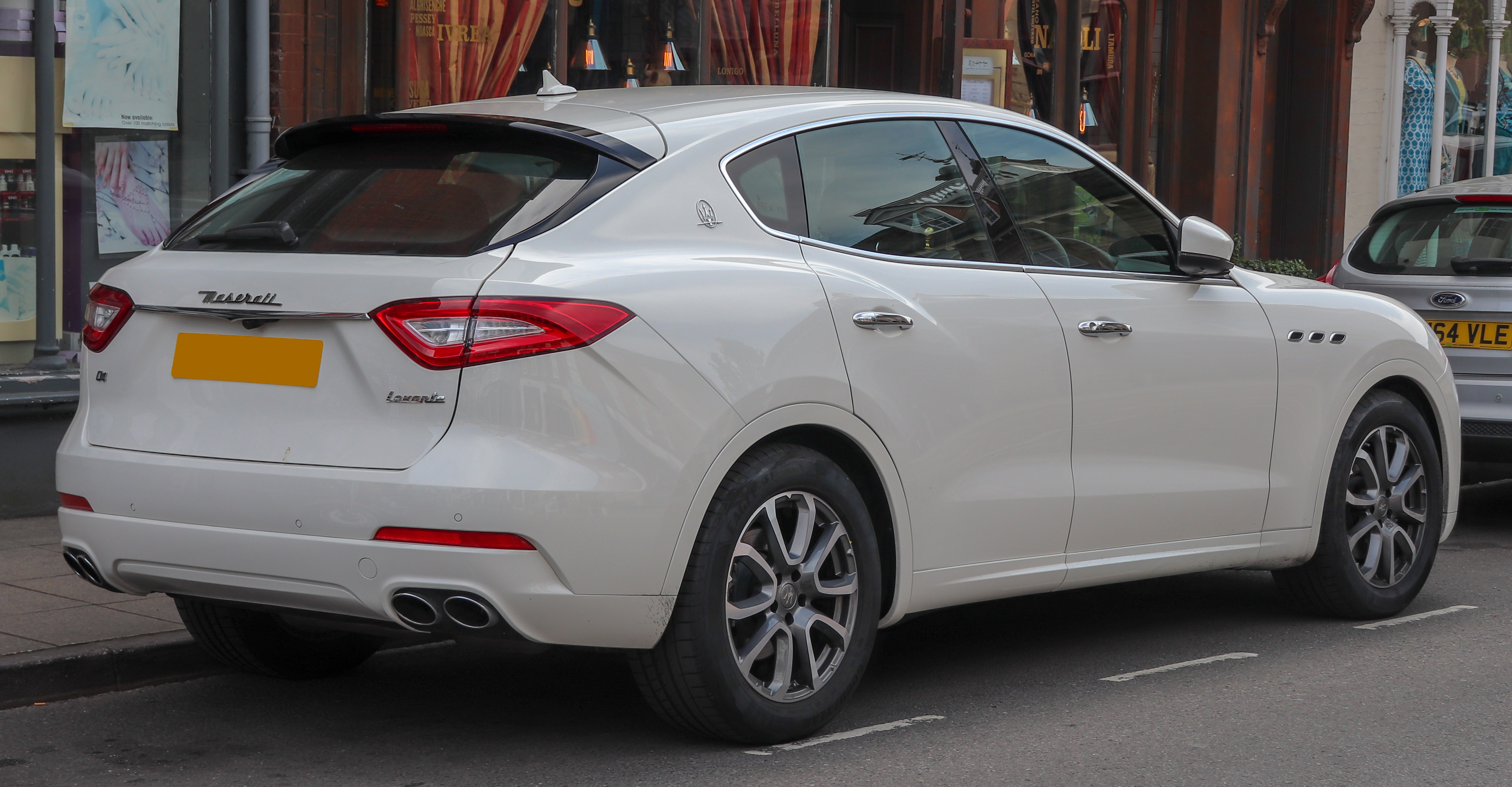
Maserati Levante V6

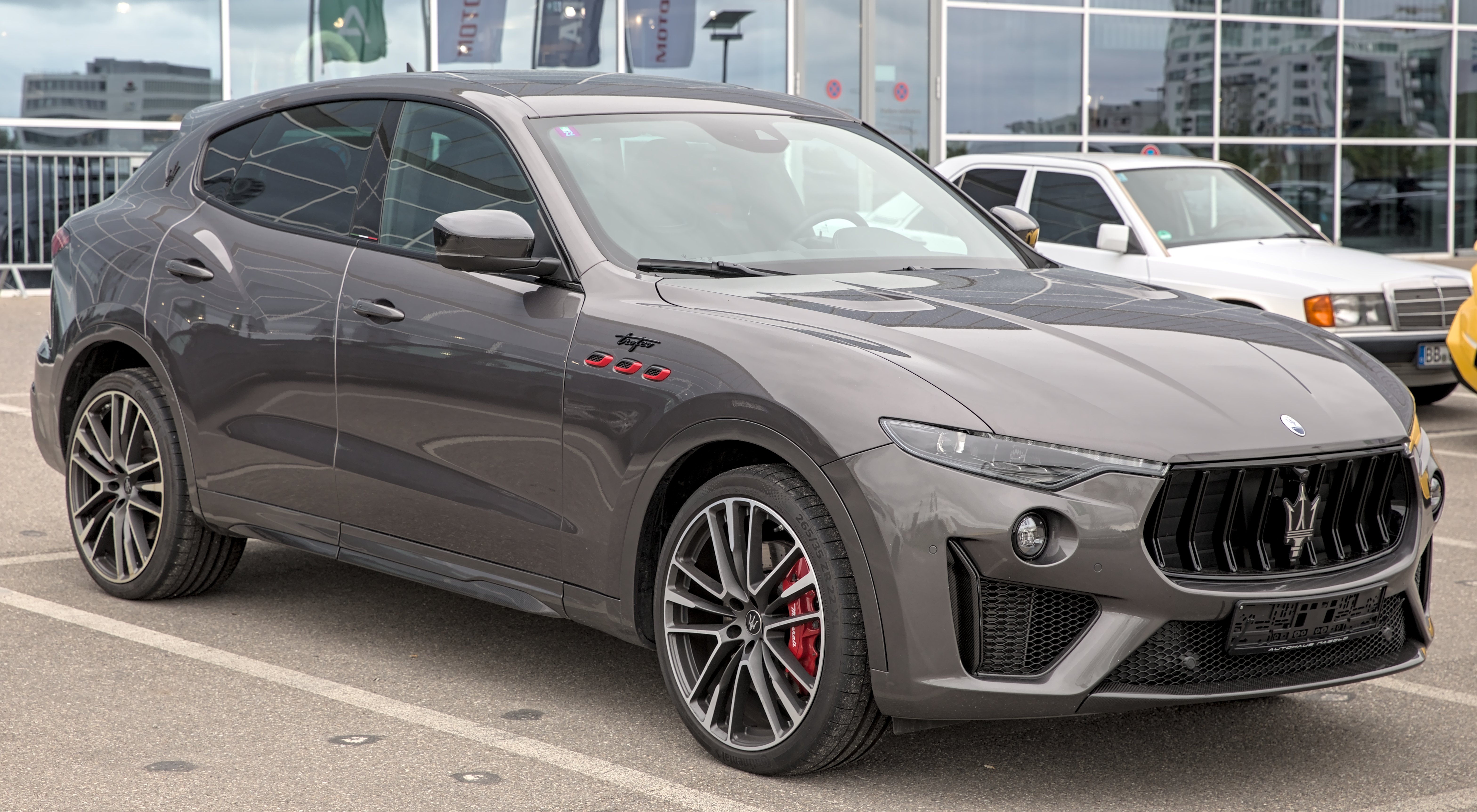
Maserati Levante Trofeo

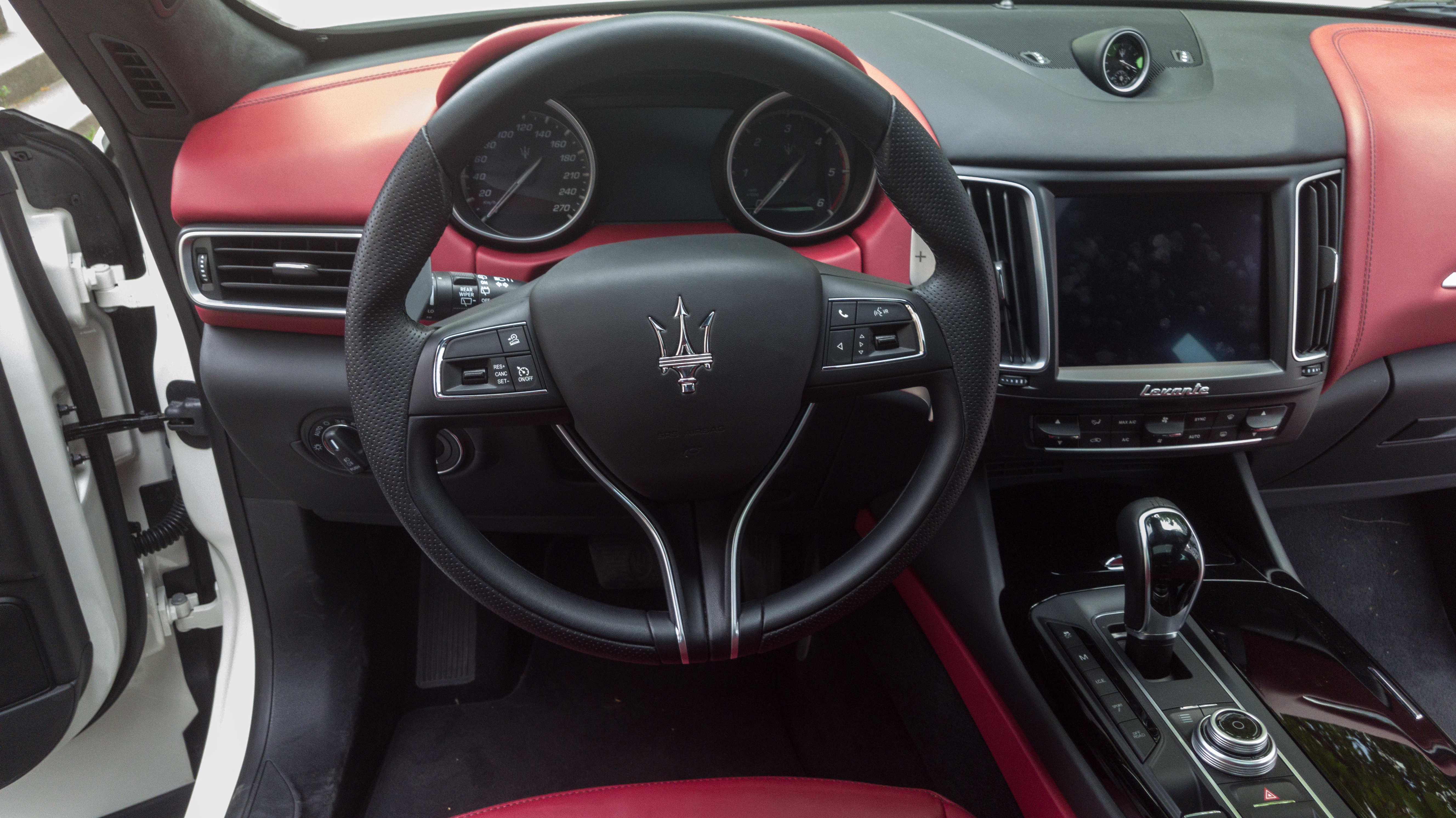
Салон Maserati Levante

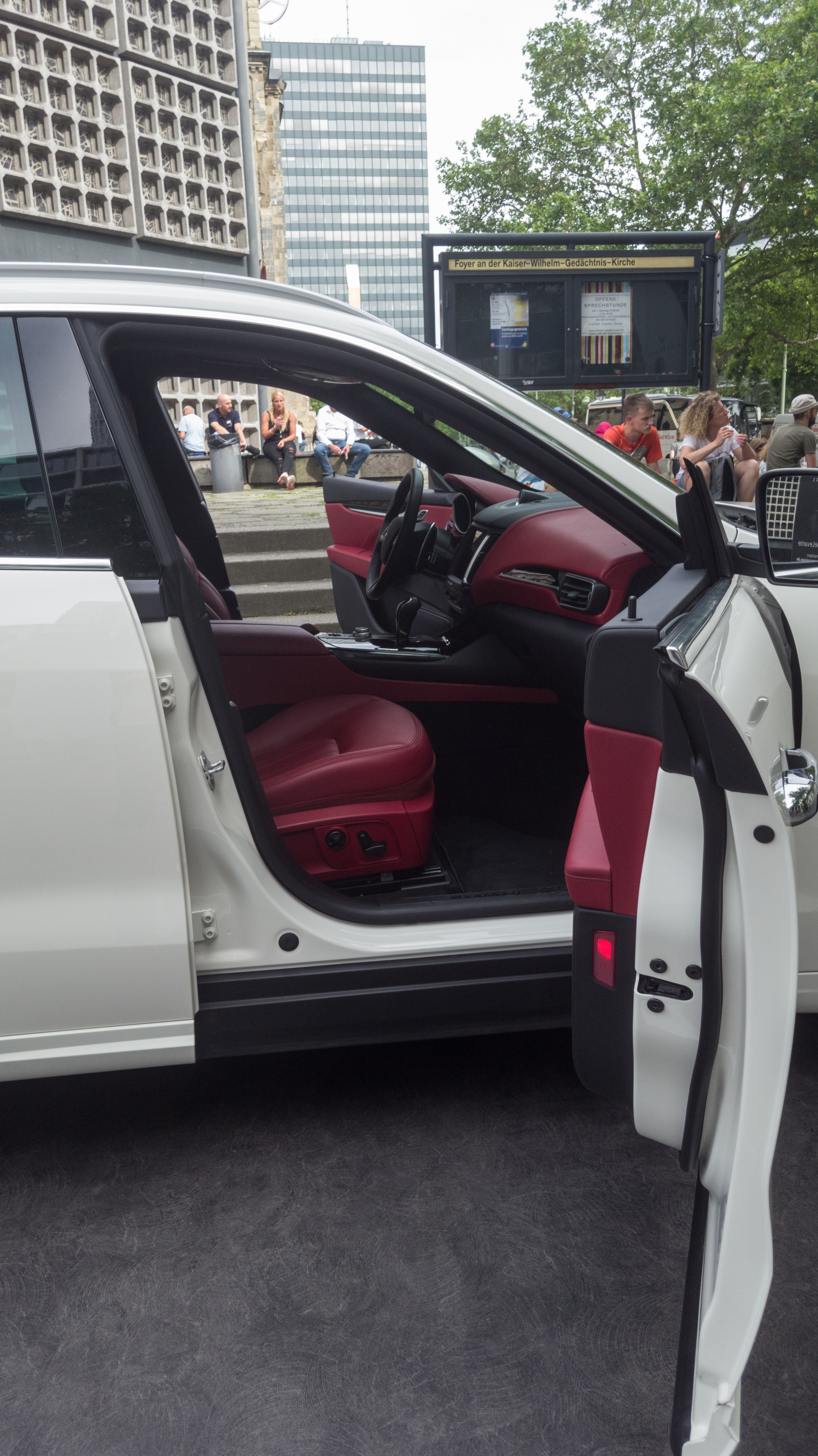
Двері з вікнами без рамок

Спочатку автомобіль мав базуватися на платформі Jeep Grand Cherokee, однак отримав іншу платформу від Maserati Ghibli.
На автомобіль встановлюють бензинові турбодвигуни 3,0 л V6 потужністю 350 і 430 к.с. виробництва Ferrari, а також турбодизель 3,0 л потужністю 250, 275 та 340 к.с. виробництва італійської VM Motori. Двигуни працюють в парі з восьмиступінчастою АКПП ZF 8HP.
Базовий 3.0-літровий V6 турбодвигун на 350 к.с. та 500 Нм досягає 100км/год за 6.0 с. Витрачає 14.8 л/100 км у міському, 8.3 л/100 км у заміському та 10.7 л/100 км у змішаному циклах. 3.0-літровий V6 турбодвигун на 430 к.с. і 580 Нм досягає 100 км/год за 5.2 с. Витрата пального сягне 15.0 л/100 км у місті, 8.5 л/100 км за його межами та 10.9 л/100 км в середньому. 3.0-літровий V6 дизельний турбодвигун на 275 к.с. на 600 Нм досягає 100км/год за 6.9 с, витрата палива — 7.2 л/100 км у змішаному циклі.
У Maserati Levante наявна система повного приводу Q4 з механічним самоблокуючим заднім диференціалом. Центральна муфта всього за 150 мілісекунд змінює пропорцію крутного моменту між осями від 0:100 до 50:50.
Пневматична підвіска Levante має шість рівнів регулювання дорожнього просвіту, змінювати їх можна двома способами: тумблером на консолі або набравши швидкість, притиснути автівку до землі або включивши режим off-road підняти.
Система попередження при фронтальному зіткненні у разі необхідності автоматично застосовує екстрене гальмування.
В салоні кросовера всі зусилля дизайнерів витрачені на розкіш і багатство обробки, а спортивні акценти винесені на другий план. На вибір покупцям пропонується кілька варіантів двокольорової шкіряної оббивки, також серед матеріалів у великих кількостях присутні полірований алюміній, вуглецеве волокно і лише зрідка пластик. Торпедо намальовано в традиціях сегмента ринку — масивні обсяги, плавні обводи, які сходяться на моніторі центральній консолі і овальному хронометрі з фірмовим логотипом.
Автомобіль отримав двері з вікнами без рамок як в купе. Коефіцієнт лобового опору складає 0,31. Розподіл ваги по осях — 50:50.
Довжина кузова Maserati Levante складає 4 990 мм, вага 2109—2169 кг, залежно від комплектації. Об'єм багажника позашляховика — 580 літрів.
Виробництво моделі почалося у 2016 році на заводі Maserati в Турині (Італія).
У 2021 році Levante отримав нову інформаційно-розважальну систему. Мультимедіа пропонує 8,4-дюймовий сенсорний дисплей, стандартні Android Auto, Apple CarPlay, Bluetooth, порти USB, HD-радіо, навігацію. 

### Levante Trofeo
В березні 2018 році на Ньй-Йоркському автосалоні дебютувала версія ]Maserati Levante Trofeo з двигуном 3.8 л F154 A V8 потужністю 598 к.с. виробництва Ferrari, яка розвиває максимальну швидкість 304 км/год і здатна прискорюватися до 100 км/год всього за 3,9 секунди.
В системі управління автомобілем з'явився спеціальний режим руху «Corsa» з функцією лаунч-контроль. У ньому покращена реакція двигуна на педаль акселератора. Він забезпечує більш швидкі зміни передач і занижує пневматичну підвіску автомобіля.
Levante Trofeo оснащений новітньою системою управління Integrated Vehicle Control (IVC). Вона допомагає усунути можливі «помилки» водія, запобігає зрив автомобіля в занос і поліпшує динаміку руху.

## Двигуни
Бензинові
- 3.0 л F160 AO 60° V6 350 к.с. при 5750 об/хв, 500 Нм при 4500–5000 об/хв
- 3.0 л F160 AN 60° V6 430 к.с. при 5750 об/хв, 580 Нм при 4500–5000 об/хв (Levante S, з 2017)
- 3.8 л F154 A 90° V8 550 к.с. при 6250 об/хв, 730 Нм при 2250–5000 об/хв (Levante GTS, з 2018)
- 3.8 л F154 A 90° V8 598 к.с. при 6250 об/хв, 730 Нм при 2250–5000 об/хв (Levante Trofeo, з 2018)

Дизельні
- 3.0 л VM A630 HP V6 250 к.с. при 4000 об/хв, 600 Нм при 2000—2600 об/хв
- 3.0 л VM A630 HP V6 275 к.с. при 4000 об/хв, 600 Нм при 2000—2600 об/хв

Гібрид
- 2.0 л GME T4 MHEV Multiair eTorque turbo I4 330 к.с. при 5750 об/хв, 450 Нм при 2250 об/хв

## Продажі
| Рік  | Європа | США   |
| ---- | ------ | ----- |
| 2016 | 2.443  | 1.917 |
| 2017 | 5.733  | 5.483 |
| 2018 | 4.511  | 1.475 |
| 2019 | 3.290  |       |
| 2020 | 2.184  |       |
| 2021 | 2.561  |       |

## Галерея

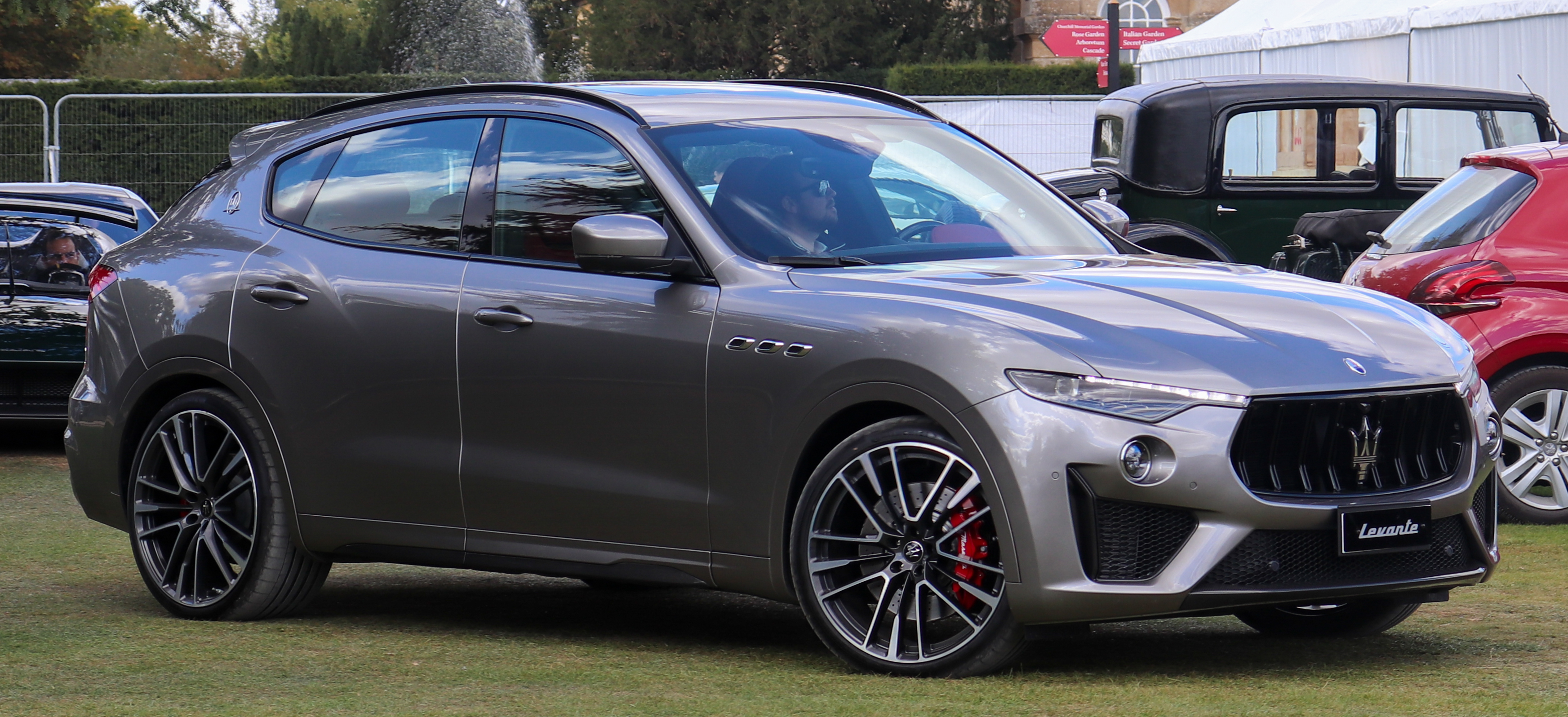
Levante Trofeo
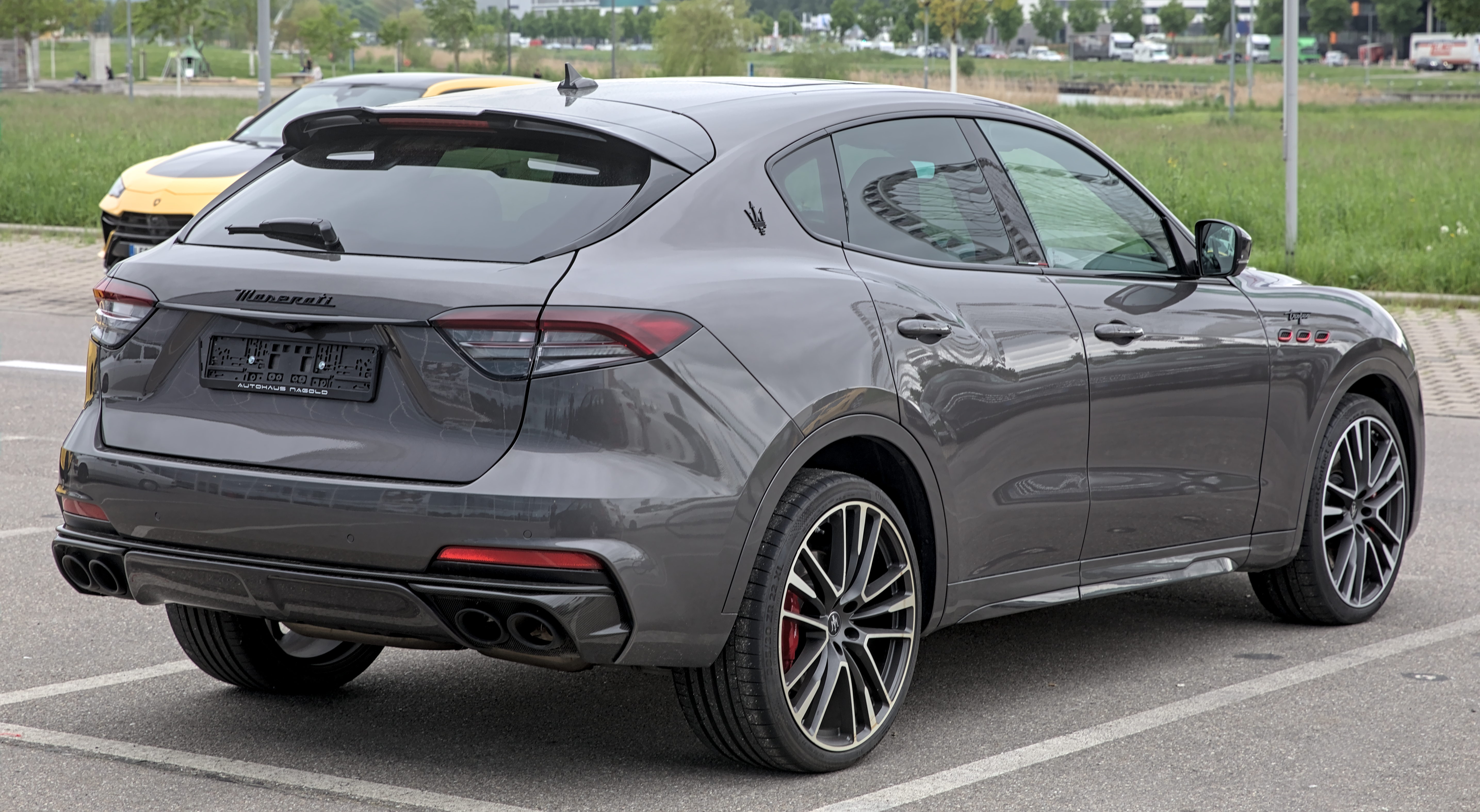
вид ззаду
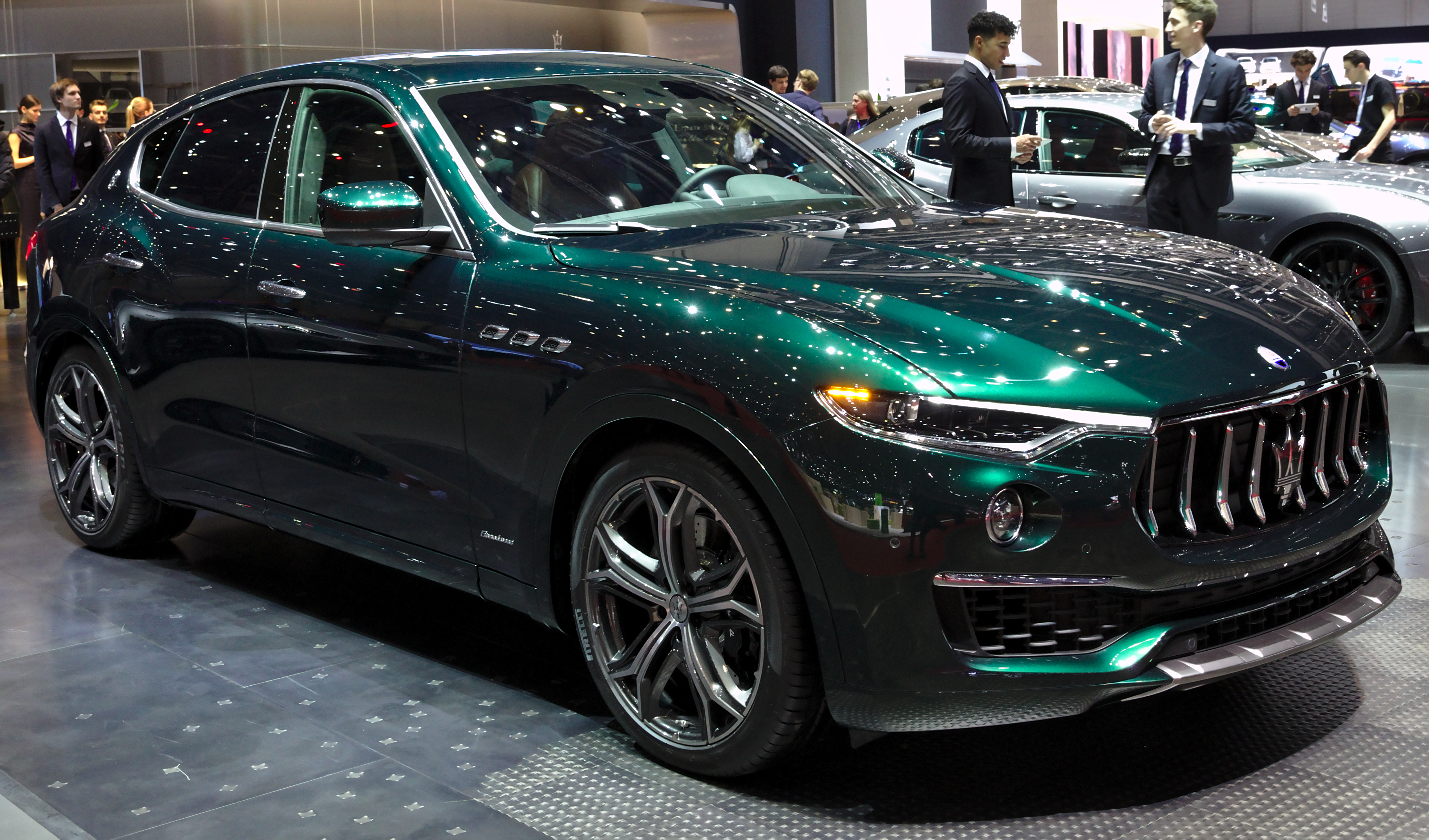
Levante Allegro Antinori One of One
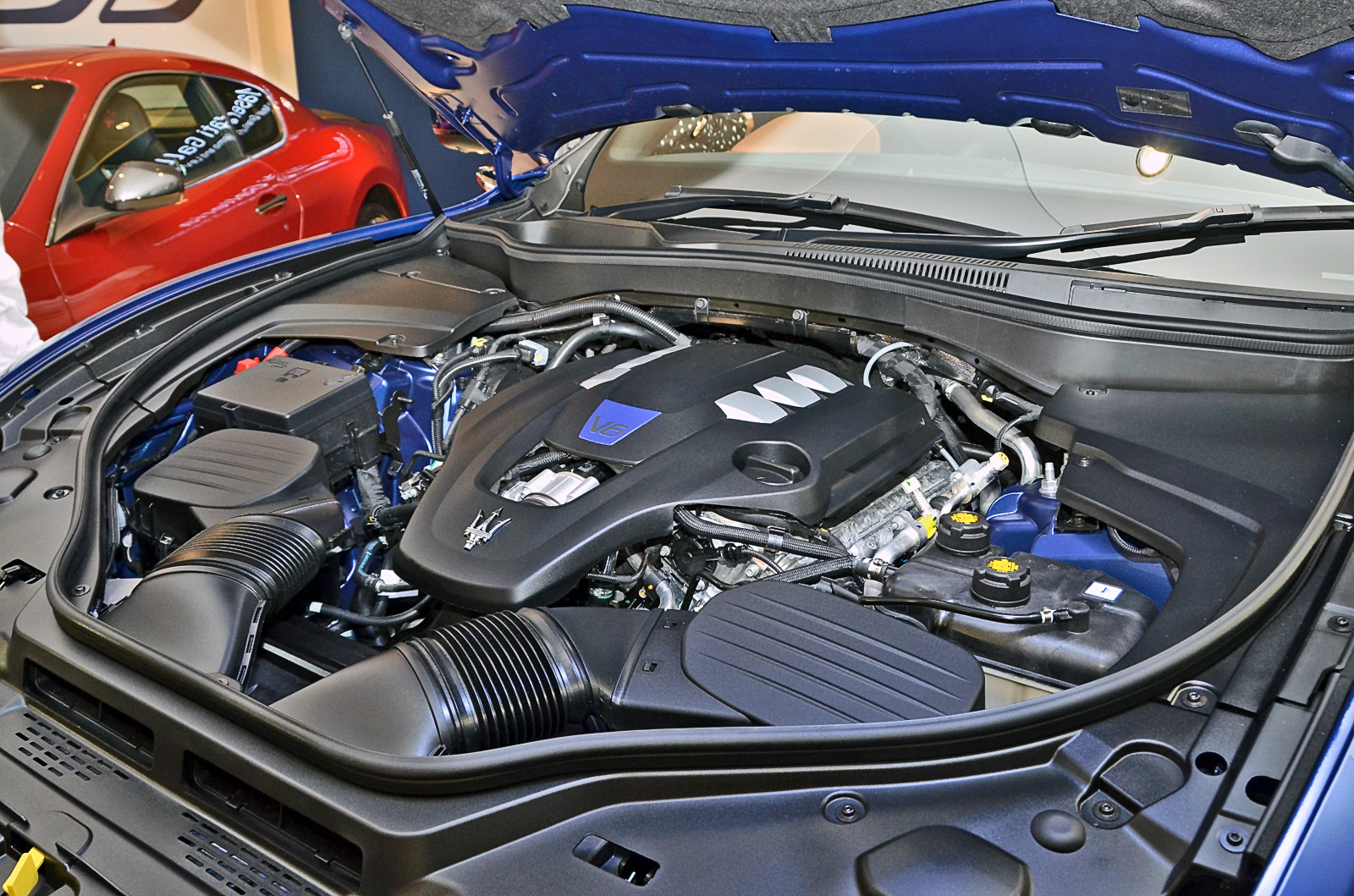
двигун
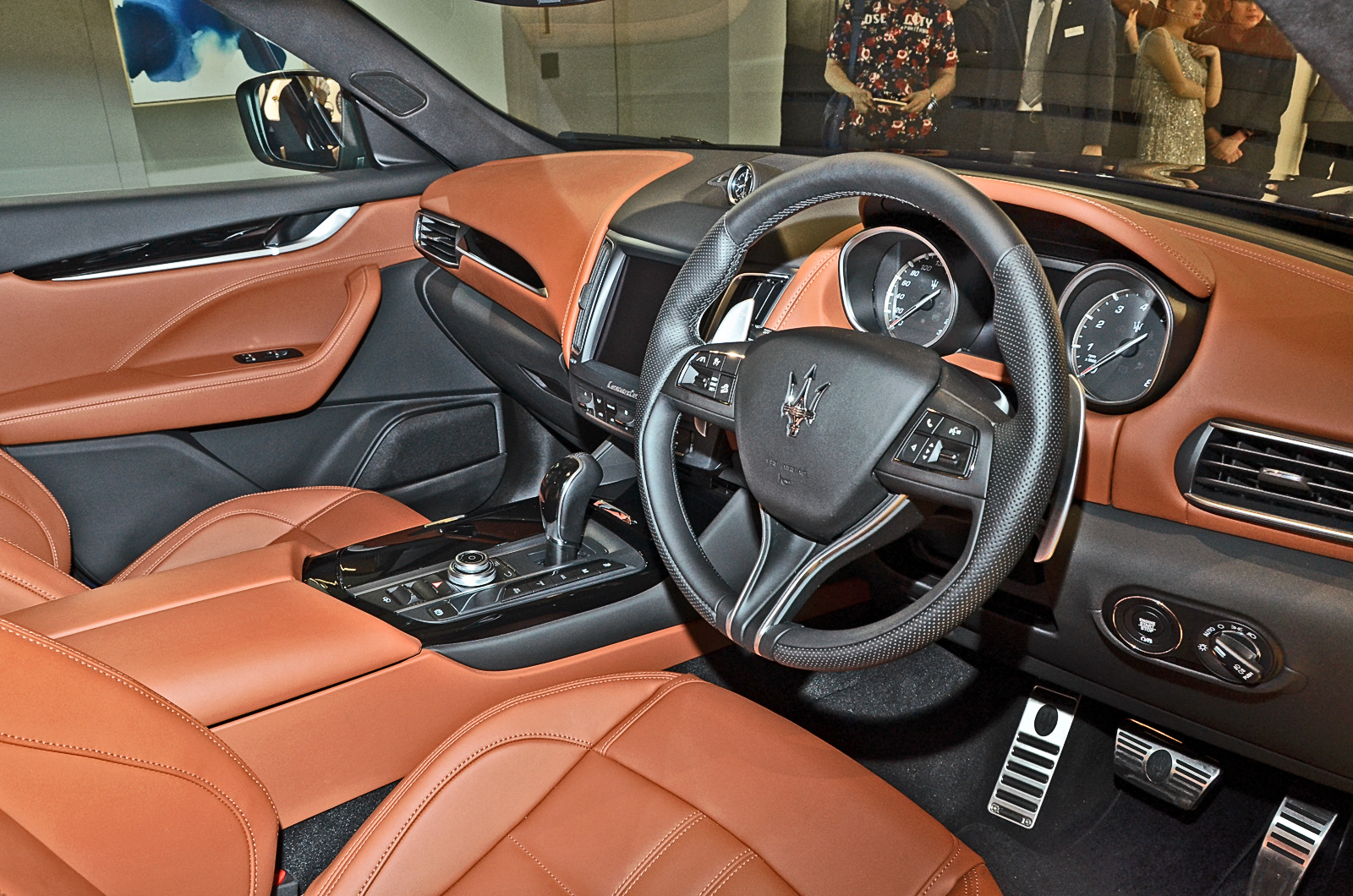
інтер'єр